# Vokabel

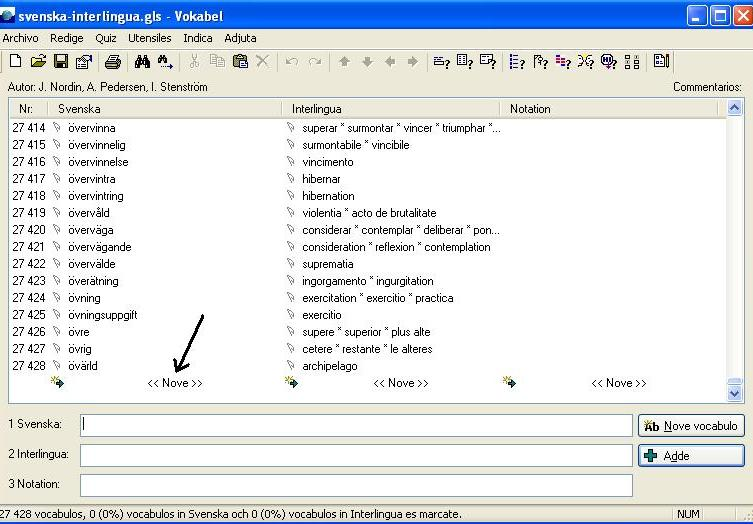
En skärmdump av programmet

Vokabel är ett gratisprogram med vars hjälp man tränar glosor, utvecklat av Per-Erik Kristensson.